# Epelaspis ketiae
Epelaspis ketiae là một loài tò vò trong họ Ichneumonidae.